# 桂山縣
桂山縣（越南语：／）是越南广南省下辖的一个县。

## 地理
桂山县多为山地，东部为沿海平原。东接升平縣，西接南江县，南接合德县和福山县，北接潍川县和大禄县。

## 历史
2008年4月8日，桂富社和桂强社析置香安社，桂禄社析置山园社，桂福社和桂宁社析置福宁社；以桂禄社、桂中社、桂宁社、桂福社、桂林社、山园社和福宁社7社析置农山县，桂山县仍辖桂春一社、桂春二社、桂富社、桂强社、富寿社、桂顺社、桂合社、桂洲社、桂明社、桂安社、桂丰社、桂隆社、香安社13社和东富市镇。
2020年1月10日，桂强社和富寿社合并为桂美社，香安社改制为香安市镇。
2024年10月24日，越南国会常务委员会通过决议，自2025年1月1日起，农山县并入桂山县，山园社并入桂禄社。

## 行政区划
桂山县下辖3市镇15社，县莅东富市镇。
- 东富市镇（Thị trấn Đông Phú）
- 香安市镇（Thị trấn Hương An）
- 中福市镇（Thị trấn Trung Phước）
- 宁福社（Xã Ninh Phước）
- 福宁社（Xã Phước Ninh）
- 桂安社（Xã Quế An）
- 桂洲社（Xã Quế Châu）
- 桂合社（Xã Quế Hiệp）
- 桂林社（Xã Quế Lâm）
- 桂禄社（Xã Quế Lộc）
- 桂隆社（Xã Quế Long）
- 桂明社（Xã Quế Minh）
- 桂美社（Xã Quế Mỹ）
- 桂丰社（Xã Quế Phong）
- 桂富社（Xã Quế Phú）
- 桂顺社（Xã Quế Thuận）
- 桂春一社（Xã Quế Xuân 1）
- 桂春二社（Xã Quế Xuân 2）